# Khak-e Jabar (distrikt)
Khak-e Jabar är ett distrikt i Afghanistan. Det ligger i provinsen Kabul, i den östra delen av landet, 30 kilometer sydost om huvudstaden Kabul. Administrativ huvudort är Khak-e Jabar.
Distriktet beräknades år 2022 ha cirka 17 000 invånare.